# Maláxa (Creta)
Maláxa (em grego: Μαλάξα) é uma vila da unidade regional de Chania, no município de Chania, na unidade municipal de Cerâmia. Situa-se a 8 quilômetros a sudeste de Chania e cerca de 8 quilômetros da vila de Megála Choráfia. Localizada a uma altitude 470 metros, Maláxa encontra-se ao sopé das Montanhas Brancas (Lefká Óri), e está separada da grande cidade de Chania pela planície de Chania. É acessível a leste via Mournies e Nerocuro e a oeste via Megála Choráfia. No censo de 2011, sua população permanente abrangia 115 pessoas.
Na Antiguidade, a área de Maláxa estava sob a esfera de influência da poderosa cidade vizinha de Cidônia. Durante a Guerra de Creta, a revolução de Daskalogiannis e a Guerra de independência da Grécia, Maláxa foi palco de inúmeros conflitos. Uma vez que o terreno é muito acidentado, a ocupação das áreas altas tornou-se imprescindível para qualquer sucesso militar na área. Assim, os otomanos, enquanto dominavam Creta, construíram uma torre bem guarnecida na região. Ela operou até 1897 quando foi sitiada e tomada por forças rebeldes. Logo após, os turcos bombardearam-na de modo a expelir os invasores e desde então ela permaneceu em ruínas.